# Spoorlijn Velgast - Prerow
De spoorlijn Velgast - Prerow ook wel Darßbahn genoemd, is een Duitse spoorlijn gelegen in de deelstaat Mecklenburg-Voor-Pommeren en als spoorlijn 6778 onder beheer van Usedomer Bäderbahn.

## Geschiedenis
Het eerste deel van de spoorlijn, het traject tussen Barth en Prerow, werd op 1 december 1910 geopend. Met name in de beginjaren was het vervoer van badgasten naar de eilanden Darß en Zingst van belang.
De bevolking van het eiland Zingst kon aan het eind van de Tweede Wereldoorlog voorkomen dat de Meiningenbrug tussen het eiland en het vasteland door het Duitse leger werd opgeblazen. In het kader van herstelbetalingen aan de Sovjet-Unie werden de rails tussen Prerow en Barth met uitzondering van de Meiningenbrug opgebroken. De bevolking wenste graag een heraanleg, maar pas toen het Oost-Duitse leger op Zingst een oefenterrein inrichtte, werden in 1967 de rails tussen Bresewitz en Barth opnieuw aangelegd. Personenvervoer heeft echter op het tracé Barth - Bresewitz nooit meer plaatsgevonden. In 1997 hebben de laatste goederentreinen op dit traject gereden.
In de jaren 70 en 80 van de twintigste eeuw was er een vrij frequent verkeer tussen Velgast en Barth, met diverse sneltreinen vanuit Berlijn en het zuiden van de toenmalige DDR. Badgasten dienden in Barth over te stappen op bussen. Wel kon men nog doorgaande plaatsbewijzen kopen en werd ook bagage vervoerd naar Prerow.
Na de elektrificatie van het traject Velgast - Barth in 1991 bleef er een frequente dienst met directe treinen vanuit diverse Duitse steden in stand. In 1998 reden de laatste directe treinen en in 1999 werd ook het regionale treinverkeer minder frequent. Er dreigde zelfs sluiting van de lijn.
In 2002 werd de verbinding overgenomen door de Usedomer Bäderbahn, die sindsdien met dieseltreinen een treindienst Stralsund - Velgast - Barth onderhoudt.

## Treindiensten

### DB
De Deutsche Bahn verzorgde tot 1996 en vanaf 1999 tot 2002 met RB-treinen het personenvervoer op het traject Velgast - Barth.

### Usedomer Bäderbahn
De Usedomer Bäderbahn GmbH (UBB) verzorgt sinds 15 december 2002 met treinen van het type GTW het personenvervoer op het traject Stralsund - Velgast - Barth.

## Aansluitingen
In de volgende plaatsen is of was er een aansluiting van de volgende spoorlijnen:

### Velgast
- Rostock - Stralsund, spoorlijn tussen Stralsund en Rostock

### Barth
- Stralsund - Damgarten Ost, smalspoorlijn van de Franzburger Kreisbahnen (FKB) tussen Stralsund en Ribniz-Damgarten Ost (1000 mm)

## Elektrische tractie
Het traject werd in 1991 tussen Velgast en Barth geëlektrificeerd met een spanning van 15.000 volt 16 2/3 Hz wisselstroom. Sinds 2002 worden door de Usedomer Bäderbahn (UBB) Dieselelektrische treinstellen ingezet. De bovenleiding is in 2005 weer gedemonteerd.